# Витт, Якоб де
Якоб де Витт (нидерл. Jacob de Witt; 7 февраля 1589, Дордрехт — 10 января 1674, Дордрехт) — бургомистр Дордрехта, сын торговца лесом. Он известен также как младший брат Андриса де Витта и отец Яна де Витта и Корнелиса де Витта.

## Карьера
Якоб принадлежал аристократической династии де Витт. Он изучал право в Лейденский университет и получил там диплом юриста. В 1618 году он стал казначеем Дордрехтского синода, где он занимал ряд должностей на государственной службе, назначался бургомистром шесть раз. Его также посылали эмиссаром в Швецию вместе с Андрисом Биккером.
Он был членом Штатов Голландии и оппонентом Вильгельма II Оранского, штатгальтера Голландии и четырёх других провинций. Вместе с республиканцами братьями Корнелисом и Андрисом де Граффами и их двоюродными братьями Корнелисом и Андрисом Биккерами, де Витт поддержал подписание Мюнстерского мира. В мае 1650 года они предложили сократить размер армии, что вызвало противостояние с Вильгельмом как командующим армией.
Этот конфликт привел к заговору Вильгельма, который попытался захватить Амстердам. 30 июня 1650 года Вильгельм арестовал де Витта и бургомистров Делфта, Хорна, Медемблика, Харлема и Дордрехта (все видные члены Штатов Голландии) в Бинненхофе в Гааге. Они были заключены в тюрьму в замке Лувестейн. 17 августа они были освобождены после отмены сокращения размера армии.

## Смерть
В 1657 году он переехал в Гаагу, но после убийства его сыновей 20 августа 1672 года, когда его доставили в безопасное место, он избегал Гааги, затем провёл некоторое время в Дордрехте, где и умер 10 января 1674 года.